# Grafenegg
Grafenegg är en ort och kommun  i Österrike. Den ligger i distriktet Krems i förbundslandet Niederösterreich, 50 km väster om huvudstaden Wien. Kommunen har fått sitt namn efter Schloss Grafenegg, ett slott strax söder om kommunens huvudort Etsdorf am Kamp. Kommunen hette fram till oktober 2003 Etsdorf-Haitzendorf.
Kommunen består av åtta orter (Ortschaften) (inom parentes invånarantal 1 januari 2024):

- Diendorf am Kamp (50)
- Engabrunn (584)
- Etsdorf am Kamp (1 165)
- Grafenegg (0)
- Grunddorf (224)
- Haitzendorf (390)
- Kamp (251)
- Sittendorf (436)
- Walkersdorf am Kamp (215)